# Lethbridge Hurricanes
Lethbridge Hurricanes je kanadský juniorský klub ledního hokeje, který sídlí v Lethbridge v provincii Alberta. Od roku 1987 působí v juniorské soutěži Western Hockey League. Založen byl v roce 1987 po přestěhování týmu Calgary Wranglers do Lethbridge. Své domácí zápasy odehrává v hale ENMAX Centre s kapacitou 5 479 diváků. Klubové barvy jsou červená, námořnická modř a bílá.
Nejznámější hráči, kteří prošli týmem, byli např.: Tomáš Kopecký, Angel Krstev, D. J. King, Martin Růžička, Luca Sbisa, Kris Versteeg, Chris Phillips, Brent Seabrook, Michal Gulaši, Lukáš Vantuch, Tyler Redenbach nebo Dwight King.

## Úspěchy
- Vítěz WHL ( 1× )
  - 1996/97

## Přehled ligové účasti
Zdroj: 
- 1987–1995: Western Hockey League (Východní divize)
- 1995– : Western Hockey League (Centrální divize)